# Air California
Air California, dal 1981 AirCal, era una compagnia aerea statunitense che operava rotte tra vari aeroporti della California e verso alcuni stati vicini degli USA occidentali.
Attivata nel 1967 ha cessato le operazioni nel 1987 quando si è fusa all'interno di American Airlines.

## Storia
Air California fu fondata da un partenariato di uomini d'affari della contea di Orange in alternativa ad altre compagnie aeree. Le iniziali intenzioni dei fondatori erano quelle di creare un servizio di linea tra l'aeroporto di Orange County, attualmente conosciuto come Aeroporto John Wayne, e l'aeroporto Internazionale di San Francisco, in precedenza non effettuato da alcuna rotta aerolinea.
I primi voli di linea iniziarono il 16 gennaio 1967 con alcuni quadriturbina Lockheed L.188 "Electra" ben presto sostituiti con Douglas DC 9. Seguirono anche i bireattori Boeing 737.

### Le prime iniziative commerciali
Nei primi anni '70 l'azienda avviò un programma di marketing finalizzato ad offrire viaggi a prezzi economici per gite scolastiche con destinazione Sacramento. Al prezzo di $ 25 a testa gli scolari avrebbero usufruito del viaggio al California State Capitol, Governor's Mansion, e Fort Sutter, abitazione del pioniere John Sutter.
Un altro programma di marketing fu varato nel 1980, quando Air California iniziò ad aggiornare la sua flotta con McDonnell Douglas MD-80. Per un breve arco di tempo, alcune ore, presso l'aeroporto di Burbank si poteva acquistare un biglietto aperto con validità massima di un anno per uno dei due aeroporti della San Francisco Bay Area, l'aeroporto di Oakland e quello di San Jose. Il prezzo era di $ 9,80 per il volo di sola andata e di $ 19,60 con il ritorno, con un limite di quattro tragitti. Più tardi, in quello stesso anno, quando Air California iniziò ad offrire il servizio via Ofs i biglietti furono estesi anche ad altre destinazioni.
La società fu un'accanita concorrente di Pacific Southwest Airlines (PSA), altro vettore di voli interstato. Dopo l'Airline Deregulation Act del 1978 Air California decise di aumentare la rete inaugurando un servizio con l'aeroporto di Reno (Nevada) e con l'aeroporto di Portland (Oregon), diventati però anche scalo di grandi vettori nazionali.
Nel 1980, l'aerolinea cambiò nome in AirCal, adottando un nuovo logo e riqualificando la propria immagine anche attraverso l'abbigliamento dei propri dipendenti curato dalla stilista Mary McFadden. Nel corso degli anni '80 ebbe una flotta un po' eterogenea, composta da Boeing 737, McDonnell Douglas MD-80, e British Aerospace BAe 146. Casualmente, gli ultimi due velivoli erano utilizzati anche dalla rivale Pacific Southwest Airlines su molte delle stesse rotte.

### La chiusura
AirCal, con attrezzature, rotte e struttura, fu acquisita il 1° luglio 1987 dall'American Airlines. American ridipinse e riequipaggiò la flotta e costituì un nuovo hub al San Jose International Airport. A metà degli anni '90 American trasferì la maggior parte di queste operazioni a San Jose a Reno Air.

## Flotta
Air California è stato uno degli ultimi 20 vettori ad utilizzare il quadrimotore a turboelica Lockheed L.188 Electra in servizio regolare di linea. Dopo la fine del 1970 la flotta fu composta principalmente da Boeing 737, alcuni Douglas DC-9 (in leasing da Continental) e British Aerospace BAe 146.